# Степанов, Александр Владимирович (астроном)
Александр Владимирович Степанов (11 октября 1944 года) — астроном, член-корреспондент РАН (2011), лауреат премии имени А. А. Белопольского (1999).

## Биография
Родился 11 октября 1944 года. Сын советского астрофизика В. Е. Степанова.
С 2000 по 2015 годы — директор Главной (Пулковской) астрономической обсерватории (ГАО РАН). В 2011 году избран членом-корреспондентом РАН по Отделению физических наук (специализация — астрономия).

## Научная деятельность
Специалист в области астрофизики, радиоастрономии и физики космической плазмы. Выполнил ряд пионерских работ в области физики Солнца и звёзд. Впервые показана фундаментальная роль конусных неустойчивостей в динамике и излучении энергичных частиц в корональных магнитных арках (пробкотронах) Солнца и вспыхивающих звёзд. Описана конусная неустойчивость электромагнитных волн на гармониках гирочастоты электронов, названа в мировой астрофизической литературе как «Электронный циклотронный мазер».
Работы в области колебаний плазменных структур — магнитных арок, протуберанцев — заложили основу нового, интенсивно развивающегося направления в астрофизике — корональной сейсмологии. Внёс существенный вклад в теорию Альфвена-Карлквиста, основанную на аналогии солнечной вспышки с электрической цепью.
Соруководитель ведущей научной школы «Многоволновые астрофизические исследования». Заместитель председателя научного Совета РАН по физике солнечно-земных связей, член Международного астрономического союза, представлял Россию в Бюро Европейского астрономического общества, национальный координатор Программ ООН «Международный гелиофизический год» и «Международная инициатива по космической погоде», научный координатор сотрудничества в области радиоастрономии между РАН и Финской академии наук.

## Награды
Премия имени А. А. Белопольского (совместно с В. В. Зайцевым, за 1999 год) — за цикл работ «Динамика энергичных частиц и плазменный механизм генерации радиоизлучения в солнечной короне»